# 迈丹城
迈丹城（波斯語：‎）位于阿富汗中部，是瓦尔达克省的首府。